# Рудное поле
Рудное поле — геологическое образование с пространственными размерами от одного до нескольких десятков квадратных километров, объединяющее совокупность близко расположенных однотипных рудных месторождений, связанных единством своей геологической структуры и общностью происхождения в границах общей рудолокализующей структуры и единого геохимического ореола. 
Рудные поля по характеру своей геологической структуры подразделяются на семь основных групп:
- рудные поля магматических месторождений в массивах щелочных, основных и ультраосновных пород,
- рудные поля гидротермальных месторождений в структуре площадей развития малых интрузий и даек,
- рудные поля гидротермальных месторождений в вулканических и субвулканических структурах,
- рудные поля скарновых, пегматитовых, альбититовых и грейзеновых месторождений в структурных периферических частях гранитовидных массивов,
- рудные поля метаморфогенных месторождений в структурах зон рассланцевания и кливажа течения,
- рудные поля жильного типа в структурах трещинной тектоники,
- рудные поля стратиформных месторождений в структурах напластования вулканогенных и осадочных пород.